# Șoal
Șoal – wieś w Rumunii, w okręgu Alba, w gminie Roșia Montană. W 2011 roku liczyła 73 mieszkańców.